# Gliese 818
Gliese 818 is een oranje dwerg in het sterrenbeeld Equuleus met magnitude van +8,272 en met een spectraalklasse van K6.V. De ster bevindt zich 49,07 lichtjaar van de zon.